# Odontopyge uvirensis
Odontopyge uvirensis är en mångfotingart som beskrevs av Kraus 1960. Odontopyge uvirensis ingår i släktet Odontopyge och familjen Odontopygidae. Inga underarter finns listade i Catalogue of Life.